# Passer
A Passer a madarak osztályának verébalakúak (Passeriformes) rendjébe és a verébfélék (Passeridae) családja tartozó nem.

## Rendszerezésük
A nemet Mathurin Jacques Brisson francia zoológus írta le 1760-ban, az alábbi fajok tartoznak ide:
- szakszaul veréb (Passer ammodendri)
- házi veréb (Passer domesticus)
- olasz veréb (Passer italiae)
- berki veréb (Passer hispaniolensis)
- szind veréb (Passer pyrrhonotus)
- szomáli veréb (Passer castanopterus)
- rozsdabarna veréb (Passer rutilans vagy Passer cinnamomeus)
- Passer flaveolus
- tamariszkuszveréb (Passer moabiticus)
- zöld-foki veréb (Passer iagoensis)
- nagy veréb (Passer motitensis)
- kenyai veréb (Passer rufocinctus)
- Shelley-veréb (Passer shelleyi)
- kordofán veréb (Passer cordofanicus)
- Szokotra-szigeti veréb (Passer insularis)
- Abd al-Kuri-szigeti veréb (Passer hemileucus)
- fokföldi veréb (Passer melanurus)
- szürkefejű veréb (Passer griseus)
- Swainson-veréb (Passer swainsonii)
- papagájcsőrű veréb (Passer gongonensis)
- szuahéli veréb (Passer suahelicus)
- dél-afrikai veréb (Passer diffusus)
- sivatagi veréb (Passer simplex)
- Zarudny-veréb (Passer zarudnyi[1] vagy Passer simplex zarudnyi)[2]
- mezei veréb (Passer montanus)
- barnahátú aranyveréb (Passer luteus)
- sárga aranyveréb (Passer euchlorus)
- gesztenyebarna veréb (Passer eminibey)